# Rabicano

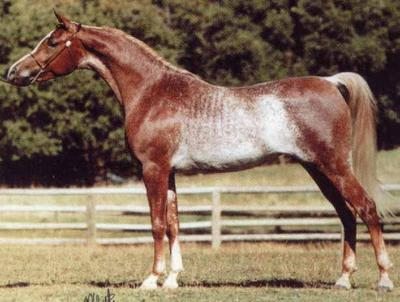
Gène rabicano fortement exprimé sur la robe d'un pur-sang arabe.

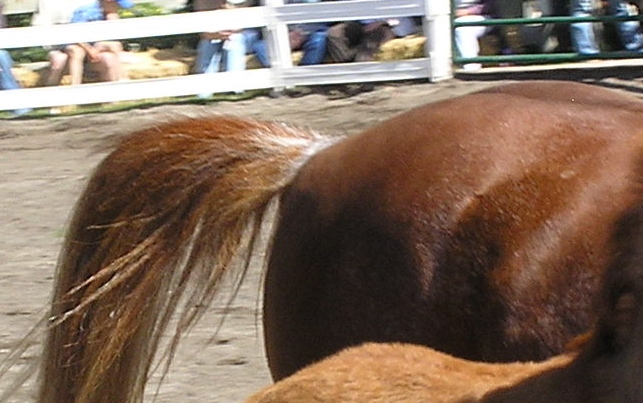
Du fait de la disposition des poils blancs en bande ou en anneau à la base de la queue, cet alezan est une sorte particulière de rabicano, appelée queue de putois ou de raton laveur (coon ou skunk tail en anglais).

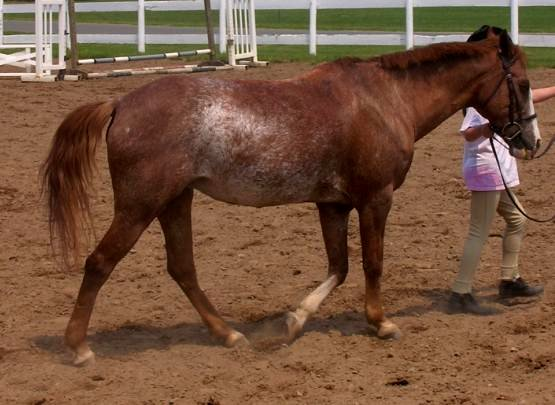
Jument rabicano.

Rabicano est une couleur particulière de robe du cheval, caractérisée des poils blancs sur les flancs et la queue. C'est aussi le nom du gène responsable de cette couleur.

## Étymologie et terminologie
Le mot rabicano est composé de deux mots espagnols : rabo qui signifie « la queue » et cano qui signifie « blanc ». Il décrit ainsi un cheval avec des poils blancs dans sa queue, définition qui est par ailleurs compatible avec l'usage moderne du mot. Le mot est apparu très tôt dans la littérature puisqu'il est utilisé en 1425 par Matteo Maria Boiardo dans son épopée romanesque Roland amoureux pour désigner le cheval d'Argalia. Le terme signifiait alors simplement rouan, et semble être utilisé de façon descriptive.
En français, une telle robe est qualifiée de rubican, selon la même étymologie.

## Description
Il est traduit par des poils blancs à la base de la queue et sur les flancs, là où les membres rejoignent le corps. Ceux-ci ont tendance à avoir plus de blanc. L'expression minimale de ce gène comprend quelques poils blancs dans ces domaines, ce qui le rend difficile à déceler. Il est souvent confondu avec la robe rouanne, de laquelle il est proche.

## Génétique
Beaucoup de questions sont encore en suspens. Le gène rabicano semble être un gène dominant, mais sa localisation est inconnue. Il semble s'exprimer plus facilement chez les alezans. Le fonctionnement génétique du rabicano reste lui aussi inconnu.